# Riedlerspitz
Der Riedlerspitz (auf historischen Karten Riechelspitz) ist ein 1429 m hoher Berg in den Tegernseer Bergen. Der Berg liegt in der Gemarkung von Kreuth westlich unterhalb des Gruberecks. 
Der Riedlerspitz bildet das westliche Ende eines Grates, der sich westlich vom Grubereck zieht, mit einem wenig ausgeprägten Gipfel, bevor dieser stärker ausgeprägt ins Tal nach Kreuth abfällt. Dieser höchste Punkt ist nur weglos erreichbar.